# Ординариат Аргентины для верных восточного обряда
Ординариат Аргентины для верных восточного обряда (лат. Argentinae) — ординариат Римско-Католической церкви с центром в городе Буэнос-Айрес, Аргентина. Ординариат распространяет свою юрисдикцию на всю территорию Аргентины. С 6 ноября 1998 года ординарием верных восточного обряда был архиепископ Буэнос-Айреса Хорхе Марио Бергольо, ставший 13 марта 2013 года Римским папой Франциском. С 4 мая 2013 года ординарием для верующих восточного обряда является архиепископ Буэнос-Айреса Хорхе Игнасио Гарсия Куэрва.

## История
19 февраля 1959 года Святой Престол учредил ординариат Аргентины для верных восточного обряда, который объединял верующих Восточных католических церквей, которые не имели собственной иерархии на территории Аргентины. Ординарием верующих восточного обряда был назначен латинский иерарх Буэнос-Айреса.
В 1961 году ординариат объединял около 250 тысяч верующих различных Восточных католических церквей. В его состав входили 20 храмов и 33 священнослужителей. После образования своей церковной структуры в Аргентине из-под юрисдикции Ординариата Аргентины для верных восточного обряда вышли следующие верующие:
- украинские грекокатолики — после образования 9 февраля 1968 года Апостольского экзархата Украинской грекокатолической церкви (сегодня — Епархия Покрова Пресвятой Богородицы в Буэнос-Айресе);
- армяне — после образования 3 июля 1981 года Экзархата Латинской Америки и Мексики (сегодня — Епархия святого Григора Нарекаци в Буэнос-Айресе);
- марониты — после образования 5 октября 1990 года епархии святого Шарбеля;
- мелькиты — после образования 21 марта 2002 года Апостольского экзархата в Аргентине.

В настоящее время Ординариат в Аргентине для верных восточного обряда объединяет верующих Российской грекокатолической церкви, наследников русской миссии, проводимой иезуитами и Румынской католической церкви и насчитывает около 2.000 человек с одним приходом.

## Русская католическая миссия в Аргентине
Русская католическая миссия в Аргентине включала в себя:
- Общество «Русское Христианское Возрождение» в Буэнос-Айресе
- Издательство и одноимённая газета «За правду!»
- Типография «Salguero»
- Институт русской культуры (Буэнос-Айрес)
- Приход Петра и Павла (Гуэмес) в Буэнос-Айресе (Church of the Holy Apostles Peter and Paul: Misión rusa, Güemes 2962)
- Преображенская церковь (монастырь) в Лос Кардалес (Transfiguration of Christ Skete, El Castillo — Ba. Monteverde, Los Cardales)
- Интернат св. апостола Андрея Первозванного[2].

Миссия относилась к Русскому апостолату. Руководителем миссии был Филипп де Фежис, кроме него в миссии трудились русские священники Георгий Коваленко, Александр Кулик, Николай Алексеев Всеволод Рошко и миряне М. В. Розанов и А. Ставровский.

## Ординарии
- кардинал Антонио Каджиано (15.08.1959 — 21.04.1975);
- кардинал Хуан Карлос Арамбуру (21.04.1975 — 30.10.1990);
- кардинал Антонио Кваррасино (30.10.1990 — 28.02.1998);
- кардинал Хорхе Марио Бергольо S.J.[4] (6.11.1998 — 13.03.2013) — избран Римским папой Франциском;
- кардинал Марио Аурелио Поли (4.05.2013 — 28.11.2023, в отставке);
- архиепископ Хорхе Игнасио Гарсия Куэрва (28.11.2023 — по настоящее время).

## Источник
- Annuario Pontificio, Libreria Editrice Vaticana, Città del Vaticano, 2003, ISBN 88-209-7422-3